# Ambroise Vollard
Ambroise Vollard (ur. 3 lipca 1866 w Saint-Denis, zm. 21 lipca 1939 roku we Francji) – marszand i kolekcjoner sztuki francuskiej. Do grona jego przyjaciół należeli tak znani artyści, jak: Paul Cézanne, Edgar Degas, Paul Gauguin, Vincent van Gogh, Pablo Picasso, Auguste Renoir i Georges Rouault. Niektórych z nich wspierał również finansowo.
Ambroise Vollard był wielokrotnie portretowany:
- 1899, Portret Ambroise Vollarda – Paul Cézanne, olej na płótnie, 101 × 81 cm, Paryż, Petit Palais, Musée des Beaux-Arts de la Ville de Paris
- 1900, Hommage à Cézanne – Maurice Denis, olej na płótnie, 180 × 242 cm, Paryż, Musée d’Orsay; grupowy portret, na którym obok autora, jego żony Marthy i Ambroise Vollarda zgromadzone są wokół jednego z obrazów Cézanne’a następujące osoby: Odilon Redon, Édouard Vuillard, André Mellerio, Paul Sérusier, Paul Ranson, Ker-Xavier Roussel i Pierre Bonnard
- 1904, Portret Ambroise Vollarda (z kotką) – Pierre Bonnard, olej na płótnie, 74 × 92 cm, Zurych, Kunsthalle
- 1906, Portret Ambroise Vollarda w czerwonej chustce – Pierre-Auguste Renoir, olej na płótnie, 30 × 25 cm, Paryż, Petit Palais, Musée des Beaux-Arts de la Ville de Paris
- 1910, Portret Ambroise Vollarda autorstwa Pablo Picasso, olej na płótnie, 93 × 66 cm, Moskwa, Muzeum Puszkina
- 1917, Portret Ambroise Vollarda w stroju torreadora – Pierre-Auguste Renoir, olej na płótnie, 102 × 84 cm, Tokio, Nippon Television Network Corporation
- ok. 1924, Ambroise Vollard z kotką – Pierre-Auguste Renoir, olej na płótnie, 96,5 × 111 cm, Paryż, Petit Palais, Musée des Beaux-Arts de la Ville de Paris

Jest także autorem książek. Tytuły, które ukazały się w Polsce:
- Wspomnienia handlarza obrazów[1] (tytuł oryginału: Souvenirs d'un marchand de tableaux), przeł. Julia Rylska, Wydawnictwo Literackie, Kraków 1960
- Słuchając Cézanne'a, Degasa i Renoira[2] (tytuł oryginału: En écoutant Cézanne, Degas, Renoir), przeł. Krystyna Dolatowska, Państwowy Instytut Wydawniczy, Warszawa 1962

## Galeria

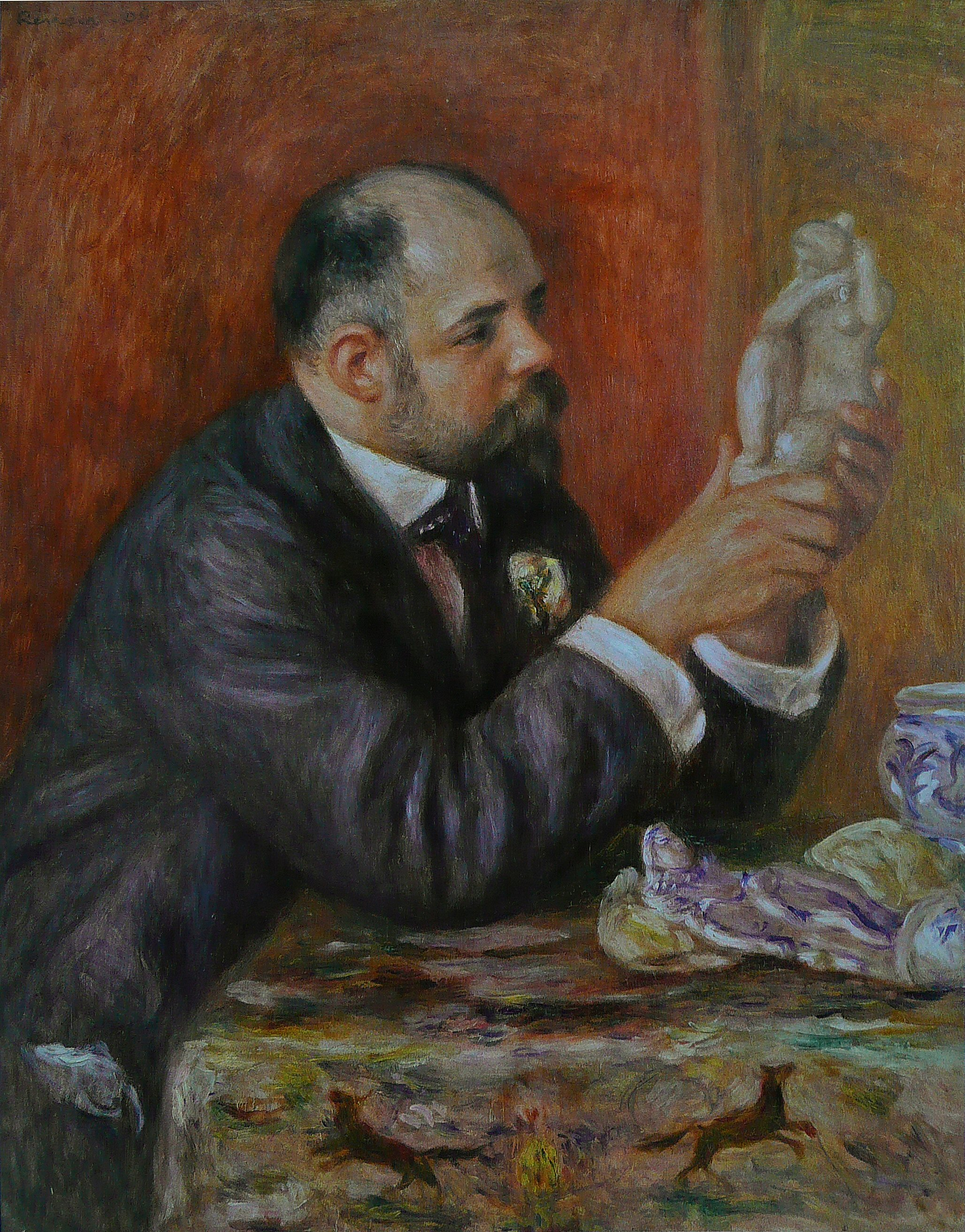
Auguste Renoir, Portret Ambroise Vollarda,
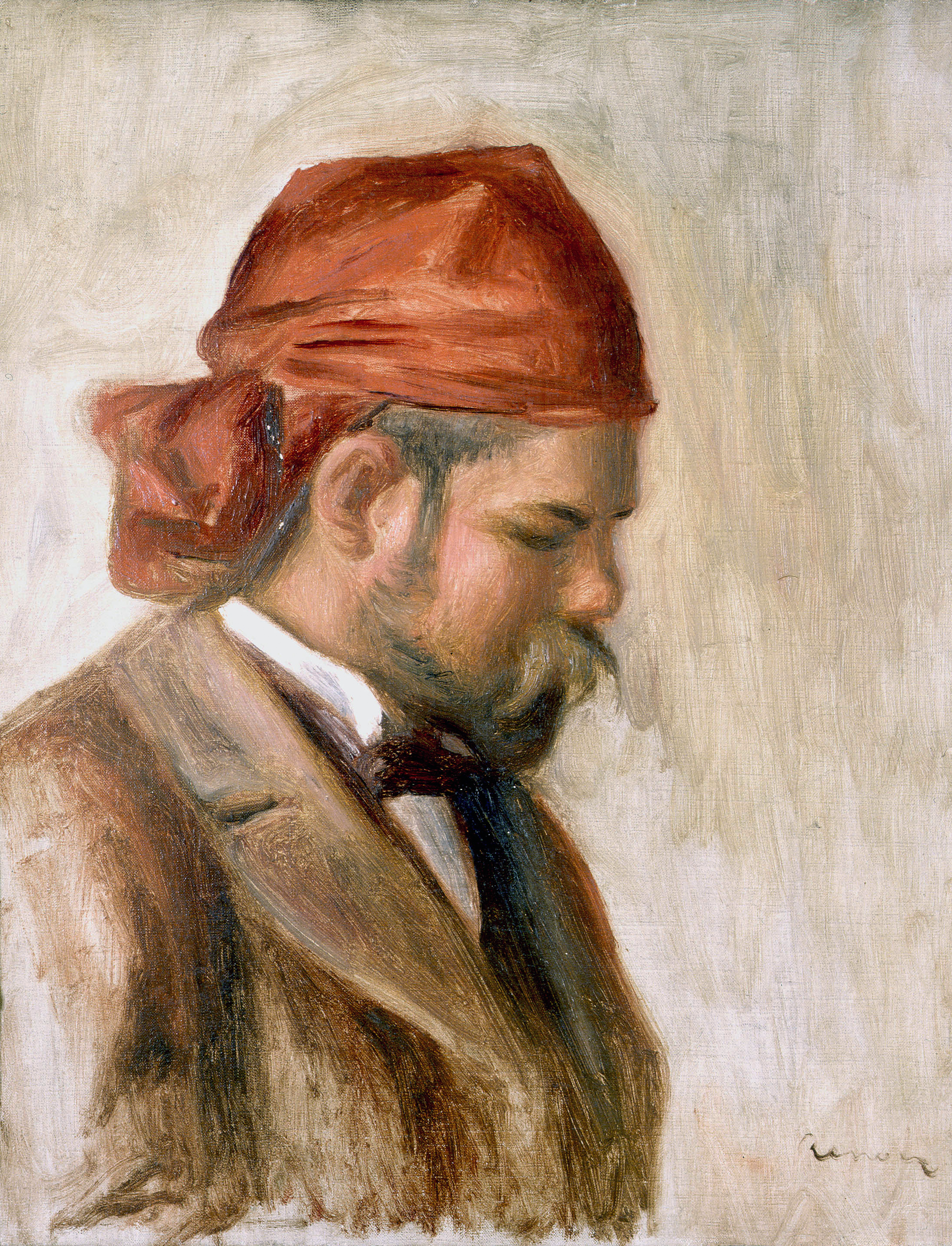
Auguste Renoir, Vollard w czerwonej chustce (Vollard avec un foulard rouge)